# Susješno
Susješno är ett samhälle i Bosnien och Hercegovina.   Det ligger i entiteten Republika Srpska, i den sydöstra delen av landet, 50 km sydost om huvudstaden Sarajevo. Susješno ligger 689 meter över havet och antalet invånare är 105.
Terrängen runt Susješno är kuperad. Närmaste större samhälle är Foča, 4,1 km sydost om Susješno. 
I omgivningarna runt Susješno växer i huvudsak lövfällande lövskog. Runt Susješno är det ganska tätbefolkat, med 67 invånare per kvadratkilometer.